# Idrossido d'ammonio
L'idrossido d'ammonio (o idrato d'ammonio) è un composto chimico instabile avente formula molecolare {\displaystyle {\ce {NH4OH}}} ed esistente unicamente nelle soluzioni acquose di ammoniaca.

## Proprietà chimiche
L'idrossido di ammonio esiste solo nella sua forma dissociata:
{\displaystyle {\ce {NH4OH<=>NH4^{+}\ +\ OH^{-}}}}
Industrialmente ne vengono prodotte milioni di tonnellate all'anno e vendute in tutti i supermercati in flaconi, etichettati come ammoniaca solitamente in concentrazione inferiore al 5% in peso, impiegato come detergente.

In laboratorio viene prodotto per semplice reazione di scambio fra un sale di ammonio ed un idrossido alcalino in soluzione acquosa.
{\displaystyle {\ce {NH4Cl(aq) + NaOH -> NH4OH + NaCl}}}.

## Basicità dell'ammoniaca in acqua
In soluzione acquosa, l'ammoniaca priva di un protone una piccola frazione dell'acqua per dare ammonio e idrossido secondo la seguente reazione:
{\displaystyle {\ce {NH3 + H2O <=> NH4+ + OH^-}}}.
In una soluzione di ammoniaca di 1 M, circa lo 0,42% dell'ammoniaca viene convertita in ammonio, con un valore di pH = 11,63 perché:
- {\displaystyle {\ce {[NH4+] = 0,0042 M}}}
- {\displaystyle {\ce {[OH^{-}] = 0,0042 M}}}
- {\displaystyle {\ce {[NH3] = 0,9958 M}}}
- {\displaystyle \mathrm {pH} =14+\log _{10}[\mathrm {OH} ^{-}]=11,62}.

La costante di dissociazione basica è:
{\displaystyle K_{b}={\frac {\left[\mathrm {NH} _{4}^{+}\right]\left[\mathrm {OH} ^{-}\right]}{\left[\mathrm {NH} _{3}\right]}}=1,77\cdot 10^{-5}}.

## Soluzioni sature
Come altri gas, l'ammoniaca mostra una solubilità decrescente nei liquidi solventi all'aumentare della temperatura del solvente. Le soluzioni di ammoniaca diminuiscono di densità all'aumentare della concentrazione di ammoniaca disciolta. A 15,6 °C la densità di una soluzione satura è 0,88 g/ml e contiene il 35,6% di ammoniaca in massa, 308 grammi di ammoniaca per litro di soluzione e ha una molarità di circa 18 mol/L. A temperature più elevate, la molarità della soluzione satura diminuisce e la densità aumenta. Dopo il riscaldamento di soluzioni sature, viene rilasciato gas di ammoniaca.

## Applicazioni

### Detergenti per la casa
L'ammoniaca diluita (1-3%) è anche un ingrediente di numerosi detergenti, comprese molti prodotti per la pulizia dei vetri. Poiché l'ammoniaca acquosa è un gas disciolto nell'acqua, quando l'acqua evapora da una finestra, evapora anche il gas, lasciando la finestra senza aloni.
Oltre all'uso come ingrediente nei detergenti con altri ingredienti detergenti, l'ammoniaca nell'acqua viene venduta anche come agente pulente, solitamente etichettata semplicemente come "ammoniaca". L'ammoniaca comunemente disponibile con aggiunta di sapone è talvolta chiamata "ammoniaca torbida".

### Precursore di alchilammina
Nell'industria, l'ammoniaca acquosa può essere usata come precursore di alcune alchilammine, sebbene di solito sia preferita l'ammoniaca anidra. L'esametilentetrammina si forma facilmente da ammoniaca acquosa e formaldeide; l'etilendiammina si forma dall'1,2-dicloroetano e dall'ammoniaca acquosa.

### Refrigerazione ad assorbimento
Nei primi anni del Novecento il ciclo ad assorbimento del vapore con sistemi acqua-ammoniaca era diffuso, ma dopo lo sviluppo del ciclo a compressione a vapore ha perso molta della sua importanza a causa del suo basso coefficiente di prestazione (circa un quinto di quello del ciclo a compressione a vapore). Sia il frigorifero Electrolux che il frigorifero di Einstein sono esempi ben noti di questa applicazione della soluzione di ammoniaca.

### Trattamento delle acque
L'ammoniaca viene utilizzata per produrre la monoclorammina, che ha il suo impiego come disinfettante. La clorammina è preferita alla clorazione per la sua capacità di rimanere attiva più a lungo nei tubi dell'acqua stagnante, riducendo il rischio di infezioni trasmesse dall'acqua.
L'ammoniaca viene utilizzata dagli acquariofili allo scopo di allestire un nuovo acquario utilizzando un processo dell'ammoniaca chiamato ciclo Fishless. Questa applicazione richiede che l'ammoniaca non contenga additivi.

### Produzione di cibo
L'ammoniaca da forno (bicarbonato d'ammonio) era uno degli agenti lievitanti chimici originali ed era ottenuto da corna di cervo. È utile come agente lievitante, perché il carbonato d'ammonio è attivato dal calore: questa caratteristica consente ai fornai di evitare sia il lungo tempo di lievitazione del lievito, sia la rapida dissipazione di anidride carbonica del bicarbonato di sodio nella lievitazione di pane e biscotti. È ancora usato per fare biscotti all'ammoniaca e altri prodotti da forno croccanti, ma la sua popolarità è diminuita a causa dell'odore sgradevole dell'ammoniaca e delle preoccupazioni sul suo uso come ingrediente alimentare rispetto alle moderne formulazioni di lievito in polvere. È stato assegnato il numero E527 per l'uso come additivo alimentare dall'Unione Europea.
L'ammoniaca acquosa viene utilizzata come regolatore di acidità per abbassare i livelli di acido negli alimenti. È classificato negli Stati Uniti dalla Food and Drug Administration con il grado di "Generally recognized as safe" ("generalmente riconosciuto come sicuro" - GRAS) quando si utilizza la versione per uso alimentare. Le sue capacità di controllo del pH lo rendono un efficace agente antimicrobico.

### Scurimento dei mobili
Nella produzione di mobili, l'affumicatura dell'ammoniaca era tradizionalmente utilizzata per scurire o macchiare il legno contenente acido tannico. Dopo essere stati sigillati all'interno di un contenitore con il legno, i fumi della soluzione di ammoniaca reagiscono con l'acido tannico e i sali di ferro naturalmente presenti nel legno, creando un aspetto ricco e scuro al legno. Questa tecnica era comunemente usata durante il movimento Arts and Crafts.

### Trattamento della paglia per bovini
La soluzione di ammoniaca viene utilizzata per trattare la paglia, producendo "paglia ammoniaca" che la rende più commestibile per il bestiame.

### In medicina
In medicina, è usato per il trattamento cutaneo a seguito di morso o puntura di insetto.

## Tossicità
L'idrossido di ammonio si decompone spontaneamente rilasciando ammoniaca, un gas tossico e irritante per le vie respiratorie.

## Uso in laboratorio
L'ammoniaca acquosa viene utilizzata nelle tradizionali analisi qualitative inorganiche come complessante e base. Come molte ammine, dà una colorazione blu profonda con soluzioni di rame (II). La soluzione di ammoniaca può dissolvere i residui di ossido d'argento, come quello formato dal reagente di Tollens ({\displaystyle {\ce {Ag(NH3)2OH}}}). Si trova spesso nelle soluzioni utilizzate per pulire i gioielli in oro, argento e platino, ma può avere effetti negativi su gemme porose come opali e perle.
Le soluzioni di idrossido di ammonio sono in grado di formare complessi con diversi cationi ([Cu(NH3)4(H2O)2]+, [Ag(NH3)2]+, [Ni(NH3)6]2+) per creare soluzioni utilizzate in chimica analitica.

È utilizzato anche per precipitare idrossidi di metalli che verrebbero solubilizzati in soluzioni alcaline (Cr(OH)3, Al(OH)3, ...). Viene inoltre impiegato per preparare soluzioni tampone ammoniacali e per eliminare il viraggio blu nello sviluppo fotografico.